# Saint-Domineuc
Saint-Domineuc är en kommun i departementet Ille-et-Vilaine i regionen Bretagne i nordvästra Frankrike. Kommunen ligger i kantonen Tinténiac som tillhör arrondissementet Saint-Malo. År 2022 hade Saint-Domineuc 2 587 invånare.

## Befolkningsutveckling
Antalet invånare i kommunen Saint-Domineuc
Referens:INSEE